# Ada Initiative
Ada Initiative, o en català Iniciativa Ada, fou una organització sense ànim de lucre amb l'objectiu d'augmentar la participació de la dona en el moviment de la cultura lliure, la tecnologia codi obert i cultura lliure. L'organització va ser fundada el 2011 per les desenvolupadores de codi obert en Linux kernel Valerie Aurora i Mary Gardiner (fundadora de AussieChix, la major organització de les dones defensores del codi obert a Austràlia.). L'organització deu el seu nom a Ada Lovelace, la primera programadora de computadores de la història. A l'agost del 2015, la junta directiva va anunciar que l'organització tancaria a mitjans d'octubre de 2015. Segons l'anunci, el motiu del tancament va ser la incapacitat de trobar un candidat acceptable per substituir a Aurora i Gardiner en el lideratge de l'organització.

## Història
Valerie Aurora, activista a favor de l'increment de la presència de dones en el món del codi obert, es va unir a Mary Gardiner, i a altres membres del feminisme Geek, per desenvolupar les polítiques contra l'assetjament a les conferències, després que Noirin Shirley fos atacada sexualment durant la conferència ApacheCon 2010. Aurora va renunciar al seu treball com a desenvolupadora de Linux Kernel a Red Hat i, amb Gardiner, va fundar la Iniciativa d'Ada el febrer de 2011. L'organització porta el nom d'Ada Lovelace, qui va treballar amb Charles Babbage i va programar del primer ordinador.

Ada Lovelace, un disseny gravat per Colin Adams basada en l'aquarel·la original de Alfred Edward Chalon.

## Iniciatives
Un dels primers programes de la Iniciativa d'Ada va ser el desenvolupament de polítiques contra l'assetjament per a conferències. La Iniciativa d'Ada treballa amb organitzadors defensores del codi obert per tal de crear i comunicar les polítiques necessàries per fer més segures les conferències i fer-les acollidores per a tots els assistents, especialment les dones. Conferències com Cims, de desenvolupadors d'Ubuntu i totes les de la Fundació Linux, incloent esdeveniments com LinuxCon, ja han adoptat polítiques basades en el treball de la Iniciativa d'Ada.
La iniciativa està desenvolupant polítiques per a la creació d'una beca anomenada Women in Open Source, així com guies de programació per als projectes i altres esdeveniments. L'organització també organitza tallers formatius. Aquests tallers consisteixen en cursos pràctics per a homes i institucions interessades. S'ha creat un First Patch Week, que promou la participació de la dona en el món del programari lliure a través de tutories. El marc taller està disponible online tot i que Ada Initiative ofereix voluntaris per dur a terme aquests tallers en persona.
En fomentar la participació de les dones en la cultura de codi obert, la iniciativa Ada convida a les dones a participar en el món de la cultura lliure també de manera professional i a temps complet, no només com a voluntàries. L'organització també investiga els rols de les dones i les seves experiències en el sector. L'última enquesta feta sobre l'equilibri de gènere en el món del codi obert es va completar el 2006. Es preveu repetir l'enquesta cada dos anys, amb l'esperança de proporcionar un recurs estàndard per a la indústria.